# Nepál az 1988. évi nyári olimpiai játékokon
Nepál a dél-koreai Szöulban megrendezett 1988. évi nyári olimpiai játékok egyik részt vevő nemzete volt. Az országot az olimpián 5 sportágban 16 sportoló képviselte, akik érmet nem szereztek.

## Atlétika
Férfi
| Versenyző              | Versenyszám | Előfutam | Előfutam | Előfutam | Negyeddöntő | Negyeddöntő | Negyeddöntő | Elődöntő | Elődöntő | Elődöntő | Döntő   | Döntő    |
| Versenyző              | Versenyszám | Idő      | Hely.    | Össz.    | Idő         | Hely.       | Össz.       | Idő      | Hely.    | Össz.    | Idő     | Helyezés |
| ---------------------- | ----------- | -------- | -------- | -------- | ----------- | ----------- | ----------- | -------- | -------- | -------- | ------- | -------- |
| Hari Bahadur Rokaya    | 1500 m      | 4:01,17  | 15.      | 53.      |             |             |             | kiesett  | kiesett  | kiesett  | kiesett | kiesett  |
| Hari Bahadur Rokaya    | 5000 m      | 14:53,75 | 15.      | 48.      |             |             |             | kiesett  | kiesett  | kiesett  | kiesett | kiesett  |
| Hari Bahadur Rokaya    | 10 000 m    | 30:48,16 | 19.      | 38.      |             |             |             |          |          |          | kiesett | kiesett  |
| Baikuntha Manandhar    | Maraton     |          |          |          |             |             |             |          |          |          | 2:25:57 | 54.      |
| Tika Bogati            | Maraton     |          |          |          |             |             |             |          |          |          | 2:31:49 | 66.      |
| Krishna Bahadur Basnet | Maraton     |          |          |          |             |             |             |          |          |          | 2:47:57 | 85.      |
| Dambar Kuwar           | 110 m gát   | 16,51    | 7.       | 40.      | kiesett     | kiesett     | kiesett     | kiesett  | kiesett  | kiesett  | kiesett | kiesett  |
| Dambar Kuwar           | 400 m gát   | 56,80    | 7.       | 37.      |             |             |             | kiesett  | kiesett  | kiesett  | kiesett | kiesett  |

| Versenyző    | Versenyszám | 100 m | 100 m | Távolugrás | Távolugrás | Súlylökés | Súlylökés | Magasugrás | Magasugrás | 400 m | 400 m | 110 m gát | 110 m gát | Diszkoszvetés | Diszkoszvetés | Rúdugrás | Rúdugrás | Gerelyhajítás | Gerelyhajítás | 1500 m  | 1500 m | Végeredmény | Végeredmény |
| Versenyző    | Versenyszám | Idő   | Pont  | Eredmény   | Pont       | Eredmény  | Pont      | Eredmény   | Pont       | Idő   | Pont  | Idő       | Pont      | Eredmény      | Pont          | Eredmény | Pont     | Eredmény      | Pont          | Idő     | Pont   | Pont        | Helyezés    |
| ------------ | ----------- | ----- | ----- | ---------- | ---------- | --------- | --------- | ---------- | ---------- | ----- | ----- | --------- | --------- | ------------- | ------------- | -------- | -------- | ------------- | ------------- | ------- | ------ | ----------- | ----------- |
| Dambar Kuwar | Tízpróba    | 12,12 | 628   | 583 cm     | 550        | 9,71 m    | 468       | 170 cm     | 544        | 52,32 | 711   | 17,05     | 619       | 27,10 m       | 408           | 280 cm   | 309      | 39,10 m       | 429           | 4:41,24 | 673    | 5339        | 34.         |

Női
| Versenyző         | Versenyszám | Eredmény | Helyezés |
| ----------------- | ----------- | -------- | -------- |
| Raj Kumari Pandey | Maraton     | 3:10:31  | 60.      |
| Menuka Rawat      | Maraton     | 3:11:17  | 61.      |

## Cselgáncs
| Versenyző            | Versenyszám | Csoport | Selejtező                        | 32-es főtábla                    | Nyolcaddöntő      | Negyeddöntő       | Elődöntő          | Vigaszág nyolcaddöntő | Vigaszág negyeddöntő | Vigaszág elődöntő | Bronz- mérkőzés   | Döntő             | Helyezés |
| Versenyző            | Versenyszám | Csoport | Ellenfél Eredmény                | Ellenfél Eredmény                | Ellenfél Eredmény | Ellenfél Eredmény | Ellenfél Eredmény | Ellenfél Eredmény     | Ellenfél Eredmény    | Ellenfél Eredmény | Ellenfél Eredmény | Ellenfél Eredmény | Helyezés |
| -------------------- | ----------- | ------- | -------------------------------- | -------------------------------- | ----------------- | ----------------- | ----------------- | --------------------- | -------------------- | ----------------- | ----------------- | ----------------- | -------- |
| Rishiram Pradhan     | Harmatsúly  | B       | Pavel Petřikov (TCH) · 0000–0200 | kiesett                          | kiesett           | kiesett           | kiesett           |                       |                      |                   |                   |                   | 34.      |
| Ganga Bahadur Dangol | Könnyűsúly  | B       | erőnyerő                         | Giorgi Tenadze (URS) · 0000–0100 | kiesett           | kiesett           | kiesett           |                       |                      |                   |                   |                   | 19.*     |

* - Az A csoportban szereplő, eredetileg bronzérmes brit Kerrith Brownt utólag kizárták, ezért Dangol a 20. helyett a 19. helyen végzett.

## Ökölvívás
| Versenyző            | Versenyszám  | Selejtező                  | 32-es főtábla              | Nyolcaddöntő      | Negyeddöntő       | Elődöntő          | Döntő             | Helyezés |
| Versenyző            | Versenyszám  | Ellenfél Eredmény          | Ellenfél Eredmény          | Ellenfél Eredmény | Ellenfél Eredmény | Ellenfél Eredmény | Ellenfél Eredmény | Helyezés |
| -------------------- | ------------ | -------------------------- | -------------------------- | ----------------- | ----------------- | ----------------- | ----------------- | -------- |
| Damber Dutta Bhatta  | Papírsúly    | Mark Epton (GBR) · 0:5     | kiesett                    | kiesett           | kiesett           | kiesett           | kiesett           | 33.      |
| Bishnu Bahadur Singh | Légsúly      | Sixto Vera (PAR) · 5:0     | Arthur Johnson (USA) · RSC | kiesett           | kiesett           | kiesett           | kiesett           | 17.      |
| Ram Bahadur Giri     | Harmatsúly   | erőnyerő                   | Steve Mwema (KEN) · RSC    | kiesett           | kiesett           | kiesett           | kiesett           | 17.      |
| Dalbahadur Ranamagar | Könnyűsúly   | Mohamed Hegazi (EGY) · 0:5 | kiesett                    | kiesett           | kiesett           | kiesett           | kiesett           | 33.      |
| Jhapat Singh Bhujel  | Kisváltósúly | Lyton Mphande (MAW) · 0:5  | kiesett                    | kiesett           | kiesett           | kiesett           | kiesett           | 33.      |

RSC – a mérkőzésvezető megállította a mérkőzést

## Sportlövészet
Női
| Versenyző     | Versenyszám | Selejtező | Selejtező | Döntő   | Döntő    |
| Versenyző     | Versenyszám | Pont      | Helyezés  | Pont    | Helyezés |
| ------------- | ----------- | --------- | --------- | ------- | -------- |
| Parvati Thapa | Légpuska    | 375       | 43.       | kiesett | kiesett  |

## Súlyemelés
| Versenyző    | Versenyszám | Szakítás | Szakítás | Lökés    | Lökés    | Összesen | Helyezés |
| Versenyző    | Versenyszám | Eredmény | Helyezés | Eredmény | Helyezés | Összesen | Helyezés |
| ------------ | ----------- | -------- | -------- | -------- | -------- | -------- | -------- |
| Bharat Sawad | 52 kg       | 75,0     | 24.      | 105,0    | 21.      | 180,0    | 22.      |